# Programming Systems Lab
Programming Systems Lab é um programa de pesquisas sobre todos os aspectos de linguagens de programação de alto nível e sistemas de fornecimento de concorrentes e computação simbólica, tais como, pesquisa em lógica funcional e programação restrita, bem como na dedução automática.
Um esforço anterior foi o desenvolvimento de Oz Mozart e sua implementação, que combinam com a programação concorrente e distribuída com base na inferência lógica de restrição, e suas aplicações para variados domínios, tais como horários e tempo de entrega, colocação e configuração, linguagem natural e representação de conhecimentos, Pluri - Agente de sistemas sofisticados e ferramentas colaborativas.
Atualmente, esta instituição desenvolve projetos em uma nova linguagem de programação Alice, sobre a programação restrita biblioteca Gecode, e na base de tratamento de restrições em linguagem natural.